# Kamen Rider Heisei Generations Final: Build and Ex-Aid with Legend Rider
Pour plus de détails, voir Fiche technique et Distribution.
Kamen Rider Heisei Generations Final: Build and Ex-Aid with Legend Rider (仮面ライダー平成ジェネレーションズ FINAL ビルド&エグゼイドwithレジェンドライダー, Kamen Raidā Heisei Jenerēshonzu Fainaru Birudo Ando Eguzeido Wizu Rejendo Raidā) est un film japonais tokusatsu réalisé par Kazuya Kamihoriuchi, sorti le 9 décembre 2017.
Faisant partie de la franchise Kamen Rider, il constitue le 9e épisode de la série des Movie War (en) et le 2e de la série des Heisei Generations. Il s'agit d'un crossover entre les séries TV Kamen Rider Build et Kamen Rider Ex-Aid. Le film met en scène les deux héros principaux des deux séries et leurs alliés, avec l'aide des Kamen Rider OOO, Kamen Rider Fourze, Kamen Rider Gaim et Kamen Rider Ghost.
Il est premier du box-office japonais lors de son premier week-end. La suite, Kamen Rider Amazons: Final Edition, sort en été 2018.

## Synopsis
Le film commence après la bataille de Ex-Aid et de Para-DX contre Build dans Kamen Rider Ex-Aid the Movie: True Ending (en). Build apparaît et prive les Ex-Aid de leurs pouvoirs, tandis Sento croit que tout ceci n'était qu'un rêve. Misora construit alors deux nouveaux Fullbottles.
Quand Sento répond à un appel de détresse Smash, il découvre un Nebula Bugster à la place, la dernière mutation du virus Bugster. Alors qu'il le combat, Ryuga est projeté dans une réalité alternative où le Sky Wall n'a jamais existé et où il rencontre Emu et les Gamer Riders. Les Riders du monde de Build et les Riders du monde des Ex-Aid, aux côtés des Legend Riders Fourze, OOO, Gaim, et Ghost, se battent contre cette menace.

## Distribution
- Sento Kiryū (桐生 戦兎, Kiryū Sento?): Atsuhiro Inukai (en)
- Emu Hōjō (宝生 永夢, Hōjō Emu?): Hiroki Iijima (en)
- Eiji Hino (火野 映司, Hino Eiji?): Shū Watanabe (en)
- Gentaro Kisaragi (如月 弦太朗, Kisaragi Gentarō?): Sōta Fukushi
- Kouta Kazuraba (葛葉 紘汰, Kazuraba Kōta?): Gaku Sano (en)
- Takeru Tenkūji (天空寺 タケル, Tenkūji Takeru?): Shun Nishime (en)
- Ryūga Banjō (万丈 龍我, Banjō Ryūga?): Eiji Akaso (en)
- Misora Isurugi (石動 美空, Isurugi Misora?): Kaho Takada (en)
- Hiiro Kagami (鏡 飛彩, Kagami Hiiro?): Toshiki Seto (en)
- Taiga Hanaya (花家 大我, Hanaya Taiga?): Ukyo Matsumoto (en)
- Kuroto Dan (檀 黎斗, Dan Kuroto?): Tetsuya Iwanaga (en)
- Asuna Karino (仮野 明日那, Karino Asuna?): Ruka Matsuda (en)
- Kiriya Kujo (九条 貴利矢, Kujō Kiriya?): Hayato Onozuka (en)
- Nico Saiba (西馬 ニコ, Saiba Niko?): Reina Kurosaki (en)
- Parad (パラド, Parado?): Shouma Kai
- JK (ジェイク, Jeiku?): Shion Tsuchiya (ja)
- Onari (御成?): Takayuki Yanagi (en)
- Sawa Takigawa (滝川 紗羽, Takigawa Sawa?): Yukari Taki (en)
- Ankh (アンク, Anku?): Ryōsuke Miura
- Chuta Ohsugi (大杉 忠太, Ōsugi Chūta?): Takushi Tanaka (ja)
- Gentoku Himuro (氷室 幻徳, Himuro Gentoku?): Kensei Mikami (en)
- Sōichi Isurugi (石動 惣一, Isurugi Sōichi?): Yasuyuki Maekawa (en)
- Kaisei Mogami (最上 魁星, Mogami Kaisei?): Kenji Ohtsuki (en)

### Doubleurs
- Fantômes Hoodie (パーカーゴースト, Pākā Gōsuto?): Tomokazu Seki
- Voix de Build Driver : Katsuya Kobayashi (en)
- Voix de Rider Gashat : Hironobu Kageyama
- Voix de l'équipement Ghost Driver, Voix de Eyecon Driver G : m.c.A・T
- Voix de l'équipement Sengoku Driver : Seiji Hiratoko (平床 政治, Hiratoko Seiji?)
- Voix du O Scanner: Akira Kushida

## Réception
Le film sort au Japon le 9 décembre 2017. Il atteint la première place du box-office japonais lors de son premier week-end avec 3,2 millions $ et 303 000 spectateurs. C'est près de 33% mieux que le précédent film de la série des Kamen Rider Heisei Generations qui avait récolté 8,3 millions en décembre 2016.